# Sankt Knuds Skole (Aarhus)
 For alternative betydninger, se Sankt Knuds Skole. (Se også artikler, som begynder med Sankt Knuds Skole)
Sankt Knuds Skole (eller Skt. Knuds Skole) er en fri grundskole ved siden af Vor Frue Kirke på Ryesgade i Aarhus, hvis fundament bygger på det katolsk-kristne livs- og menneskesyn. Skolen består af børnehaveklasser til og med 10. klassetrin med i alt cirka 430 elever (pr. 2024). 20% af eleverne er katolikker. Der er cirka 60 lærere og andet personale ansat på skolen. Skt. Knuds Skoles skolefritidsordning (kaldet Asgård) tilbydes skolens elever 0. – 4. klasse.
Skolen er medlem af Foreningen af Katolske Skoler i Danmark.

## Historie
Skt Knuds Skole blev etableret i 1873 af Pater Augustin Sträter i ejendommen Fredensgade 22, da Jesu Selskab i april forinden på en konference i København besluttede at grundlægge en katolsk menighed i Aarhus, der på daværende tidspunkt kun havde en enkel katolik blandt 20.000 indbyggere. Skolen er navngivet efter Knud den Hellige, som var konge i Danmark i perioden 1080-86 og Danmarks værnehelgen. Skolen fejrer sin fødselsdag hvert år den 19. april, som netop er dagen, Knud den Helliges jordiske rester i år 1100 blev lagt i et skrin og anbragt i alteret i Sankt Knuds Kirke i Odense.
Skolen startede ud med byens eneste katolik (tysk skrædder) og dennes to børn, men antallet var i 1875 vokset til 36 elever og pater Sträter og pater Feldmann ikke længere kunne overkomme undervisningen. Undervisningen af pigerne og de små drenge blev derfor overtaget af Skt. Joseph-Søstrene fra Odense. I 1875 blev skolen flyttet ind i menighedens nye hus på Ryesgade 24, hvor den siden har haft til huse.